# Bond van Sociaaldemocraten van Vojvodina
De Bond van Sociaaldemocraten van Vojvodina (Servisch: Лига социјалдемократа Војводине, ЛСВ; Kroatisch: Liga socijaldemokrata Vojvodine, LSV; Hongaars: Vajdasági Szociáldemokrata Liga, VSL) is een sociaaldemocratische politieke partij in de Autonome Provincie Vojvodina in de Republiek Servië. De partij streeft naar verdere uitbreiding van het zelfbestuur van Vojvodina.

## Geschiedenis
De LSV werd op 14 juli 1990 opgericht in de hoofdstad van Vojvodina, Novi Sad. De oprichters waren afkomstig uit de gelederen van de Communistenbond van Vojvodina die tegenstander waren van het opgaan van die partij in de Socialistische Partij van Servië van Slobodan Milošević. Deze laatste was verantwoordelijk voor het inperken van de autonomie van Vojvodina (1988; grondwettelijk verankerd in 1990). Onder de oprichters bevond zich Nenad Čanak (*1959), die werd gekozen tot voorzitter van de LSV. Bij de Servische verkiezingen van 1990 steunde de LSV de Unie van Hervormingsgezinde Krachten van Joegoslavië.
Net als andere partijen in Vojvodina was de LSV gekant tegen Milošević en zijn regering en streefde men naar het herstel van het zelfbestuur van de provincie. Met de val van diens regime (2000) werd de autonomie van Vojvodina hersteld (2002). Nenad Čanak was van 2000 tot 2004 namens de LSV voorzitter van de Volksvergadering van Vojvodina (parlement); zijn partijgenoot Bojan Kostreš (*1974) vervulde deze positie van 2004 tot 2008. Bij de verkiezingen voor het parlement van Vojvodina in 2006 won de LSV 9 zetels, een zetel verlies t.o.v. vier jaar eerder. Bij de verkiezingen van 2020 kreeg de partij 5 zetels in de Volksvergadering.
De LSV nam geen deel aan de verkiezingen voor de Nationale Vergadering van Servië in 2022.

## Ideologie
De LSV is sociaaldemocratisch, liberaal, pro-Europees en voorstander van verdere uitbreiding van de autonome bevoegdheden van het bestuur van Vojvodina en decentralisatie van de Servische staat. De partij hecht veel waarde aan in standhouden van het maatschappelijk middenveld in Vojvodina. De partij is een principieel aanhanger van geweldloosheid en is antifascistisch van karakter.

## Partijleider
Nenad Čanak (*1959), oprichter van de LSV in 1990, is nog altijd (2022) leider van de partij.

## Verkiezingsresultaten
| 1992               | 0 (250)    |
| 1993               | 0 (250)    |
| 1997               | 3 (250)    |
| 2000               | 6 (250)    |
| 2007               | 4 (250)    |
| 2008               | 5 (250)    |
| 2012               | 3 (250)    |
| 2014               | 6 (250)    |
| 2020               | 0 (250)    |
| 2022               | 0 (250)(a) |
| (a): Geen deelname |            |